# Crataerina melbae
Espèce
Synonymes
Chelidomyia melbae (Róndani, 1879)

Crataerina melbae est une espèce de diptère de la famille des Hippoboscidae. Cet insecte est hématophage de certains Martinets. Plus précisément, ses espèces hôtes sont  le Martinet à ventre blanc, le Martinet de Sibérie, le Martinet noir et le Martinet marbré,.